# Laurie Mains
Laurence William Mains, detto Laurie (Dunedin, 16 febbraio 1946), è un ex rugbista a 15, allenatore di rugby a 15 e dirigente sportivo neozelandese, a lungo estremo della provincia di Otago e già allenatore degli All Blacks finalisti alla Coppa del Mondo di rugby 1995; da dirigente fece parte dal 2010 al 2012 del comitato direttivo della federazione rugbistica provinciale di Otago.

## Biografia

### Attività da giocatore
Nato a Dunedin, nella regione di Otago, Mains ne rappresentò la relativa provincia rugbistica dal 1967 al 1976, scendendo in campo 115 volte nel ruolo di estremo con 967 punti totali; esordì negli All Blacks in occasione di un test match contro i British Lions durante il loro tour del 1971 in Nuova Zelanda, e scese in campo in ulteriori due incontri del tour; il suo quarto e ultimo incontro internazionale fu a cinque anni di distanza dal più recente, nel 1976, a Wellington contro l'Irlanda; il 1976 fu anche l'ultimo anno di Mains da giocatore.

### Attività da allenatore
Terminata l'attività da giocatore, e intrapresa quella di imprenditore edile, Mains assunse nel 1983 la conduzione tecnica di Otago, che condusse al titolo nazionale provinciale nel 1991.
Nel 1992 fu investito dell'incarico di commissario tecnico degli All Blacks in vista della Coppa del Mondo di rugby 1995; in tale competizione guidò la squadra fino alla finale contro i padroni di casa del Sudafrica, contro i quali fu sconfitto 15-18 nei tempi supplementari; Mains sostenne sempre che la scarsa prestazione della squadra in finale fu dovuta a una presunta intossicazione alimentare causata da una cameriera infedele ingaggiata da un cartello di scommettitori dell'estremo oriente asiatico, anche se prove certe non furono mai prodotte.
Nel 1998 gli fu conferita l'onorificenza di Membro dell'Ordine al merito della Nuova Zelanda per i suoi contributi al rugby.
Nel 2000 divenne l'allenatore della franchise sudafricana di Super 12 dei Cats (oggi noti come Lions), che guidò a due semifinali consecutive del torneo prima di dimettersi nel 2001 con un anno di contratto ancora a disposizione, dopo avere minacciato analoga misura alla fine del 2000 per protestare contro le ingerenze della provincia dei Golden Lions nella gestione della squadra.
Tornato in patria diresse Otago nel campionato provinciale 2001, per poi passare a guidare la relativa franchise di Super 12 degli Highlanders che condusse alla semifinale del torneo 2002, e infine dimettersi definitivamente nel 2003; nel 2010 Mains, che aveva nel frattempo spostato la sua attività di imprenditore edile a Queenstown, fu eletto nel consiglio direttivo della stessa provincia di Otago, che stava affrontando una crisi economica, dalla quale tuttavia non riuscì a contribuire a risollevarla, dimettendosi quindi nel 2012 e contestualmente offrendosi di contribuire di tasca propria, e di cercare altri imprenditori interessati, per risollevare le sorti finanziarie della federazione di Otago.

## Palmarès

### Allenatore
- National Provincial Championship: 1
Otago: 1991